# Твін-Лейкс (округ Лейк, Колорадо)
Твін-Лейкс (англ. Twin Lakes) — переписна місцевість (CDP) в США, в окрузі Лейк штату Колорадо. Населення — 204 особи (2020).

## Географія
Твін-Лейкс розташований за координатами 39°6′13″ пн. ш. 106°19′8″ зх. д. / 39.10361° пн. ш. 106.31889° зх. д. (39.103708, -106.318984).  За даними Бюро перепису населення США в 2010 році переписна місцевість мала площу 17,44 км², уся площа — суходіл.

## Демографія
Згідно з переписом 2010 року, у селищі мешкала 171 особа в 82 домогосподарствах у складі 53 родин. Густота населення становила 10 осіб/км².  Було 208 помешкань (12/км²).
Расовий склад населення:
| - 92,4 % — білих - 0,6 % — корінних американців - 3,5 % — осіб інших рас |

До двох чи більше рас належало 3,5 %. Частка іспаномовних становила 12,9 % від усіх жителів.
За віковим діапазоном населення розподілялося таким чином: 13,5 % — особи молодші 18 років, 61,9 % — особи у віці 18—64 років, 24,6 % — особи у віці 65 років та старші. Медіана віку мешканця становила 55,6 року. На 100 осіб жіночої статі у селищі припадало 113,8 чоловіків;  на 100 жінок у віці від 18 років та старших — 108,5 чоловіків також старших 18 років.
За межею бідності перебувало 7,1 % осіб, у тому числі 0,0 % дітей у віці до 18 років та 0,0 % осіб у віці 65 років та старших.
Цивільне працевлаштоване населення становило 57 осіб. Основні галузі зайнятості: будівництво — 54,4 %, мистецтво, розваги та відпочинок — 38,6 %, фінанси, страхування та нерухомість — 7,0 %.